# چارلز کیتینگ (بازیگر)
چارلز کیتینگ (انگلیسی: Charles Keating؛ ‏ ۲۲ اکتبر ۱۹۴۱ – ۸ اوت ۲۰۱۴) یک بازیگر اهل بریتانیا بود.
از فیلم‌ها یا برنامه‌های تلویزیونی که وی در آن نقش داشته است، می‌توان به محافظ شخصی، فراطبیعی، دادگاه جزا و ادوارد و خانم سیمپسون اشاره کرد.